# Ian Hancock
Ian Hancock (în limba romani: Yanko le Redžosko; n. 29 august 1942, Londra, Anglia, Regatul Unit) este un lingvist și militant politic american, născut în Regatul Unit și având etnia romă.
A reprezentat această etnie la Națiunile Unite și, în perioada mandatului președintelui Bill Clinton, a fost membru al Muzeului Memorial al Holocaustului din Statele Unite ale Americii.
A publicat peste 300 de cărți și articole referitoare la limba și civilizația romă și în special la dialectul vlax (vorbit de romi în zona balcanică).
A realizat și studii privind unele limbi creole și pidgin vorbite în Africa și în America Centrală.
1. ↑  Autoritatea BnF, accesat în 10 octombrie 2015